# NGC 2005
NGC 2005 ist ein Kugelsternhaufen in der Großen Magellanschen Wolke im Sternbild Dorado. Der Sternhaufen wurde am 24. September 1826 von dem Astronomen James Dunlop entdeckt.